# Batalha de Ribeira de Sítimos
A Batalha de Ribeira de Sítimos, também conhecida como Batalha de Évora-Monte, ocorreu em 1237 durante o período da Reconquista, a série de campanhas militares cristãs destinadas a recapturar territórios na Península Ibérica controlados pelos muçulmanos. Esta batalha é particularmente notável no contexto da luta pelo domínio e consolidação das terras reconquistadas no Alentejo, uma região crucial para a expansão do reino de Portugal.
A batalha ocorreu nas proximidades de Alcácer do Sal, mais precisamente na Ribeira de Sítimos.

## Contexto
Envolveu forças portuguesas, lideradas pela Ordem de Avis e outras forças cristãs, contra as forças muçulmanas da região.
A vitória portuguesa na Batalha de Ribeira de Sítimos foi crucial para a defesa e consolidação das recentes conquistas territoriais no Alentejo. Garantiu a segurança e estabilidade da região de Alcácer do Sal e permitiu uma maior integração dessas terras ao reino de Portugal.
A batalha destacou a importância militar e estratégica da Ordem de Avis, que desempenhou um papel vital na defesa do território português durante a Reconquista. O sucesso na batalha reforçou a posição da ordem e sua influência no reino.

## Importância da batalha
A vitória portuguesa na Batalha de Ribeira de Sítimos foi crucial para a defesa e consolidação das recentes conquistas territoriais no Alentejo. Garantiu a segurança e estabilidade da região de Alcácer do Sal e permitiu uma maior integração dessas terras ao reino de Portugal.
A batalha destacou a importância militar e estratégica da Ordem de Avis, que desempenhou um papel vital na defesa do território português durante a Reconquista. O sucesso na batalha reforçou a posição da ordem e sua influência no reino.

## Consequências
A vitória ajudou a estabilizar a fronteira sul de Portugal, permitindo um período de relativa paz e segurança, essencial para o desenvolvimento e colonização das novas terras.
A derrota dos muçulmanos na batalha contribuiu para o avanço das forças cristãs na Península Ibérica, alinhando-se com o movimento mais amplo da Reconquista que estava acontecendo em outros reinos cristãos da região.